# Euro Alliance of Payment Schemes
L'Euro Alliance of Payment Schemes (EAPS) est une alliance européenne de réseaux interbancaires initié en 2007 et abandonné en 2013.
Elle vise à créer un système de carte de paiement paneuropéen utilisable au sein de l'espace unique de paiement en euros (SEPA) en utilisant les réseaux bancaires spécifiques de chaque pays pour concurrencé Visa et Mastercard.

## Histoire

### Contexte
Avant la mise en œuvre de l'Euro Alliance of Payment Schemes (EAPS), seules les cartes de débit Maestro (en) de MasterCard ou V Pay (en) de Visa peuvent être utilisées en dehors de leur pays d'émission. L'EAPS initie un projet alternatif à l'emprise de MasterCard sur les paiements internationaux.

### Fondation
Le consortium basé à Bruxelles, est officiellement annoncé en juillet 2007 pour permettre aux cartes de paiement émises en Allemagne, en Grande-Bretagne, en Italie, en Espagne, au Portugal et en Autriche d'être utilisé dans des guichets automatiques bancaires d'autres pays. L'alliance est composée de l'Electronic Cash (de) Allemand, Bancomat (it)/PagoBancomat en Italie, Multibanco (pl) au Portugal, EURO 6000 en Espagne, Link (en) au Royaume-Uni et de l'Eufiserv (en), un système de guichets automatiques géré à l'échelle internationale par le Groupe européen des caisses d'épargne (en).
Bien que la Banque centrale européenne ne s'associe pas au projet, elle s'y prononce favorable en février 2007 en le qualifiant de « première étape vers une consolidation des systèmes de cartes, menant à un système de cartes européen ».
Selon l'European Card Review de 2007, l'EAPS était censé jouer un rôle moins central dans la diffusion de l'initiative de l'espace unique de paiement en euros que des systèmes plus importants tels que le « Falkensteiner Group » qui, selon eux, incluait UniCredit, Société générale, ING et Deutsche Bank, mais était néanmoins capable de jouer un rôle « marginal ». 
Le « Falkensteiner Runde » ( Cercle de Falkenstein ) – composé selon le groupe Lafferty d'ABN AMRO, Allianz Dresdner, ING Bank, Rabobank, UniCredit, Deutsche Bank, Société générale et Commerzbank – discutait d'un réseau interbancaire alternatif basé sur le réseau allemand Girocard (en), auquel se joindrait le Groupement des cartes bancaires français.

### PayFair, le projet des commerçants
Début 2007, l'initiative « PayFair » est initié à Bruxelles par des commerçants pour mettre en œuvre le système de paiement européen,. Cet projet consiste à construire une infrastructure à partir de zéro, en se concentrant d'abord sur la reconstruction de l'infrastructure des points de vente (c'est-à-dire non bancaire) en Belgique et aux Pays-Bas à partir de 2008 et en l'étendant à l'Allemagne en 2010 via les terminaux « easycash »,,.

### Projet Monnet, le projet des banques
Fondé en 2008, le « Projet Monnet » est dévoilé à Francfort en 2009, par les membres du Cercle Falkensteiner,.
Des rapports ultérieurs citent ces trois éléments - le projet Monnet, le système PayFair, le conseil EAPS - comme les forces motrices derrière les alternatives centrées sur SEPA pour les réseaux de cartes de débit. 
Le 5 mai 2010, le Projet Monnet approuve à Madrid un projet de carte bancaire européenne. Parmi les 30 banques présentes, 12 banques de 8 pays se sont portées volontaires pour rejoindre une phase de consortium afin de détailler les exigences techniques et de préparer des traités sur la fondation d'une nouvelle société de paiement par carte bancaire. La Banque centrale européenne salue ces mesures en citant l'exemple de China UnionPay selon lequel une nouvelle marque de carte bancaire peut rapidement être acceptée (China UnionPay étant acceptée dans 29 pays européens et 60 autres pays dans le monde) . Il était envisagé que d'ici à 2010, les résultats de la phase de consortium conduiraient à une décision définitive de construire une nouvelle infrastructure de carte bancaire, ce qui n'a pas été le cas,. 
Le projet échoue et est abandonné quelque temps après.

### Interopérabilité entre l'Allemagne, l'Itlaie et la Grande-Bretagne
Entre-temps, l'EAPS annonce la coopération bilatérale des réseaux interbancaires de distributeurs automatiques de billets, entre la carte allemande Girocard (en) avec les distributeurs automatiques italiens de Bancomat (it) et les distributeurs britanniques de Link (en), ainsi que l'acceptation de la carte italienne Bancomat dans les distributeurs automatiques allemands Girocard. Indépendamment, les caisses d'épargne européennes (en) fondent le réseau paneuropéen pour accepter mutuellement les cartes de débit à leurs distributeurs automatiques de billets.
Le projet est abandonné en 2013.